# Тиоцианат никеля(II)
Тиоцианат никеля(II) — неорганическое соединение, соль металла никеля и роданистой кислоты с формулой Ni(SCN)2,
тёмно-коричневые кристаллы,
растворяется в воде,
образует кристаллогидраты.

## Получение
- Действие тиоцианата бария на сульфат никеля:

{\displaystyle {\mathsf {NiSO_{4}+Ba(SCN)_{2}\ {\xrightarrow {}}\ Ni(SCN)_{2}+BaSO_{4}\downarrow }}}

## Физические свойства
Тиоцианат никеля(II) образует тёмно-коричневые кристаллы.
Кристаллогидраты — фиолетово-красные кристаллы состава Ni(SCN)2•n H2O, где n = ½, 1½.

## Химические свойства
- С тиоцианатами щелочных металлов образует координационные соединения состава K2[Ni(SCN)4], Na3[Ni(SCN)5], Cs4[Ni(SCN)6].